# Tunisair
Tunisair er det nationale flyselskab fra Tunesien. Selskabet har den tunesiske stat som hovedaktionær. Det har hub og hovedkontor på Tunis Internationale Lufthavn ved landets hovedstad Tunis. Tunisair blev etableret i 1948.
Selskabet opererede i november 2011 ruteflyvninger til 60 destinationer i Afrika, Asien og Europa.

## Flyflåde
I november 2011 bestod flåden i Tunisair af 33 fly med en gennemsnitsalder på 14.6 år.